# Чизліано

Чизліано (італ. Cisliano) — муніципалітет в Італії, у регіоні Ломбардія, метрополійне місто Мілан.
Чизліано розташоване на відстані близько 490 км на північний захід від Рима, 17 км на захід від Мілана.
Населення — 4732 особи (2014).
Покровитель — San Giovanni.

## Демографія
Населення за роками:

Станом на 1 січня 2023 року в муніципалітеті офіційно проживало 219 іноземців з 36 країн, серед них 70 громадян країн Євросоюзу та 9 громадян України.

## Сусідні муніципалітети
- Альбаїрате
- Бареджо
- Корбетта
- Кузаго
- Гаджано
- Седріано
- Віттуоне